# Lecithophorus
Lecithophorus is een geslacht van weekdieren uit de klasse van de Gastropoda (slakken).

## Soort
- Lecithophorus capensis Macnae, 1958